# Vishen Lakhiani
Vishen Lakhiani, né le 14 janvier 1976, est un entrepreneur, malaisien, innovateur en technologie de l'éducation, conférencier et actionnaire. Il est le fondateur et PDG de MINDVALLEY, une entreprise de technologie de l'éducation spécialisée dans l'innovation et l'éducation par l'introduction du bien-être, de la pleine conscience et du développement personnel dans l'éducation mondiale, ainsi que l'apprentissage tout au long de la vie.
En tant que conférencier, il est connu pour ses présentations sur l'état d'esprit entrepreneurial  et la culture d'entreprise. Vishen Lakhiani est aussi le fondateur de la Awesomeness Fest, un événement portant sur le développement personnel et le biohacking pour les entrepreneurs et auteurs; Mindvalley Academy, une "université en ligne" dédiée au développement personnel; Project Renaissance, une expérience communautaire portant sur l'état d'esprit entrepreneurial dans les villes; et Omvana, une application de santé et remise en forme et plateforme en ligne dédiée à la pleine conscience.

## Jeunesse et éducation
Vishen Lakhiani naît à Kuala Lumpur en Malaisie. Il va à la St. John Institution, une école primaire pour garçons, de 1983 à 1988. En 1988, il va à la Sayfol International School, une école privée qui suit le programme de la London Edexcel IGCSE (International General Certificate of Secondary Education) durant le cycle secondaire. Après le lycée, il rejoint l'université Taylor's pour y faire ses études préuniversitaires et est élu délégué de classe au cours de sa seconde année.
En 1995, Lakhiani s'installe dans le Michigan aux États-Unis pour étudier à l'Université du Michigan où il sera diplômé en ingénierie électrique et informatique. Il y découvre l'AIESEC, une organisation étudiante à but non lucratif destinée à encourager les jeunes dirigeants à devenir des dirigeants mondiaux voulant faire la différence au sein de la société. Lakhiani obtient sa licence en 1999.

## Carrière

### AIESEC
En 1999, Lakhiani rejoint l'AIESEC USA en tant que vice-président de l'équipe chargée de nominer et d'envoyer les étudiants de l'AIESEC à l'étranger pour des programmes de stages.

### Mindvalley
Lakhiani est actuellement l'unique Fondateur de Mindvalley,, mais est aussi un producteur, publicateur et accélérateur de produits et de business dans les domaines du développement personnel et de l'apprentissage tout au long de la vie. Mindvalley est aussi connu pour le succès de sa première application mobile, Omvana, une application de méditation et de concentration qui a été présentée dans CBS News et Entrepreneur.com.
Avant la création de Mindvalley, Lakhiani s'était installé à New York en 2001 pour travailler pour une entreprise de technologie dans le juridique. Pour faire face au stress généré par ce travail, il se tourne vers la méditation, et étudie plusieurs programmes de développement personnel bien connus. Inspiré, il devient instructeur qualifié du programme et commence à donner des cours pour parfaire ses compétences. Réalisant qu'il y avait un grand potentiel pour la méditation et le développement personnel dans le monde digital, il lance Mindvalley en 2003 comme éditeur et distributeur de programmes et cours de développement personnel.
Lakhiani cofonde aussi Blinklist,, un service de bookmarking social permettant aux utilisateurs d'organiser leur signets en fonction de mots-clés et de voir les mots-clés répandus sans sortir du site.
Mindvalley fonctionne depuis un appartement au troisième étage d'un immeuble à New York City durant se première année. En 2005, Lakhiani et son ancien associé décident de déménager Mindvalley dans la ville natale de Lakhiani, Kuala Lumpur, en Malaisie, où ils recrutent une petite équipe et travaillent dans un petit bureau à l'arrière d'un entrepôt. En 2010, ils déménagent dans une tour de bureaux à Bangsar, où ils occupent actuellement cinq espaces de bureaux.
En 2012, Lakhiani est devenu l'unique fondateur de Mindvalley. En deux ans, Lakhiani a entrepris d'élargir son équipe de 40 à plus de 150 employés, et a doublé les recettes de l'entreprise de 10 millions à 20 millions de dollars, sans recourir à aucun prêt ou capital-risque (d'après la publication de Lakhiani dans son blogpost – 7 Lessons From Bootstrapping a $15M Lifestyle Business),.
Parmi les anciens employés de Mindvalley, on trouve Khailee Ng (partenaire capital-risque de l'incubateur d'entreprises 500 Startups, fondée par le business angel Dave McClure), et Amir Ahmad Nasr (blogueur pour le Sudanese Thinker et auteur de My Isl@m, publié par St. Martin's Press).

### Dealmates
En 2012, Lakhiani cofonde Dealmates.com, un site de vente en ligne basé en Malaisie, avec Patrick Grove, le cofondateur et PDG du groupe de sociétés de médias Catcha Group. En 2012, Dealmates est passé du rachat de groupes au modèle de ventes flash qui se concentre sur la vente de produits. Le site a réussi à collecter 2 millions de dollars en fonds de capital-risque d'Intel Capital. Début 2014, Dealmates.com est racheté par le groupe iBuy et est listé à la Australian Stock Exchange.

### Conférencier
Lakhiani a partagé la scène avec des personnalités telles que Sir Richard Branson, le 14e Dalai Lama, Tony Hsieh et Stephen Covey. Ses sujets phares sont l'état d'esprit entrepreneurial et la culture d'entreprise.
La culture d'entreprise de Mindvalley, que Lakhiani a exposée sur scène au cours de plusieurs présentations, y compris les conférences TEDx et le Festival du travail à Helsinki en Finlande, a mené Mindvalley à être listé dans la WorldBlu Most Democratic Workplaces de 2008 à 2014 et à être présenté dans GameChangers 500. Le siège de Mindvalley a aussi voté, par les lecteurs d'Inc. magazine, l'un des locaux les plus cools en 2012.

### Philosophie et Philanthropie
Lakhiani est aussi le fondateur de la Awesomeness Fest, une conférence à but non lucratif, uniquement sur invitation, qui rassemble des entrepreneurs, auteurs, artistes, visionnaires et porte sur l'entraînement transformationnel dans les domaines de l'entrepreneuriat conscient et la pleine conscience, tout en se construisant un réseau dans un lieu exotique près de la plage.
Lancé en 2010, l'événement a eu lieu à Punta Cana en République dominicaine, Bali en Indonésie; et a présenté de célèbres coachs, auteurs et conférenciers tels que Patricia Arquette, Dave Logan, Gabrielle Bernstein, Anousheh Ansari et Jeff Marx. Les recettes de la Awesomeness Fest ont été reversées à des causes telles que Pachamama Alliance, Shine on Sierra Leone, GiveLove et Fondation XPRIZE.
Lakhiani est aussi membre de la Innovation Board pour la Fondation X PRIZE, aux côtés d'autres philanthropes, pour aider l'organisation à définir ses Grands Challenges annuels et travailler en étroite collaboration avec la fondation pour identifier les partenaires et opportunités stratégiques. Lors de l'événement XPRIZE Visioneering 2015 à Rancho Palos Verdes en Californie, il fait partie de l'équipe gagnante pour la conceptualisation du prochain XPRIZE appelé "Human Dignity" XPRIZE, visant à révolutionner l'hébergement de réfugiés en le rendant moins coûteux et plus durable au moyen d'une technologie révolutionnaire et durable. L'équipe comprenait Jessica Banks, fondatrice de la compagnie de robots-meubles RockPaperRobot, Jonathan Knowles, conseiller principal chez Autodesk, et la réalisatrice de documentaires Christina Weiss Lurie.
Ses principales influences sont Peter Diamandis, Elon Musk, Steve Jobs et Sir Richard Branson, avec qui il a eu la chance de passer du temps Necker Island en 2009 et 2012.